# Mi amigo el Príncipe
Mi amigo el Príncipe es el nombre del decimocuarto álbum de estudio del cantante mexicano Cristian Castro.

## Antecedentes
Se trata del volumen número 2 del homenaje a José José. Cuenta con éxitos tales como “Lo dudo” y “Buenos días amor”. Producido nuevamente por el español Rafael Pérez Botija, se lanzó en dos ediciones, CD y CD+DVD  el 1 de noviembre de 2011 por Universal Music.

## Recepción
Debutó como N.º 1 en la lista de Billboard Latino al vender más de 100 000 copias en su primera semana.[cita requerida] El álbum se mantuvo en la lista de los diez más vendidos de Billboard alrededor de 4 meses.[cita requerida]

## Lista de canciones
| N.º | Título                  | Escritor(es)                                     | Duración |  |
| 1.  | «Lo dudo»               | Manuel Alejandro, Ana Magdalena                  | 4:24     |  |
| 2.  | «Preso»                 | Rafael Pérez Botija                              | 3:23     |  |
| 3.  | «Desesperado»           | Rafael Pérez Botija, María Enriqueta Ramos Nuñez | 4:18     |  |
| 4.  | «Gotas de fuego»        | Ramón Farrán                                     | 5:03     |  |
| 5.  | «Insaciable Amante»     | Camilo Blanes                                    | 4:05     |  |
| 6.  | «Tu primera vez»        | José María Napoleón                              | 4:40     |  |
| 7.  | «Buenos días amor»      | Juan Carlos Calderón                             | 4:00     |  |
| 8.  | «Buscando una sonrisa»  | Jonathan Zarzosa Escobar, Pedro Soria            | 3:26     |  |
| 9.  | «Me basta»              | Rafael Pérez Botija                              | 4:22     |  |
| 10. | «Vamos a darnos tiempo» | Alejandro Jaén                                   | 5:04     |  |

| Edición deluxe |            |                                                   |          |  |
| N.º            | Título     | Escritor(es)                                      | Duración |  |
| 11.            | «Payaso»   | María Enriqueta Ramos Nunez / Rafael Pérez Botija | 3:15     |  |
| 12.            | «Amnesia»  | Dino Ramos / Chico Novarro                        | 3:56     |  |
| 13.            | «Ahora no» | Juan Gabriel                                      | 2:44     |  |
| 14.            | «Será»     | José José                                         | 4:04     |  |

## Posicionamiento en listas
| Listas (2011)                     | Mejor posición |
| --------------------------------- | -------------- |
| México (AMPROFON)                 | 2              |
| Estados Unidos (Billboard 200)    | 57             |
| Estados Unidos (Top Latin Albums) | 1              |
| Estados Unidos (Latin Pop Albums) | 1              |

## Certificaciones
| País   | Organismo certificador | Certificación | Ventas certificadas | Ref   |
| ------ | ---------------------- | ------------- | ------------------- | ----- |
| México | AMPROFON               | Platino + Oro | 90 000              | [ 5 ] |